# Волынцы (Витебская область)
Волы́нцы (бел. Валы́нцы) — агрогородок (до 2008 — деревня) в Верхнедвинском районе Витебской области Беларуси. Административный центр Волынецкого сельсовета.

## Расположение
Расположен за 21 км на юго-восток от Верхнедвинска, за 4 км от остановочного пункта "Бениславского" Белорусской железной дороги.

## История

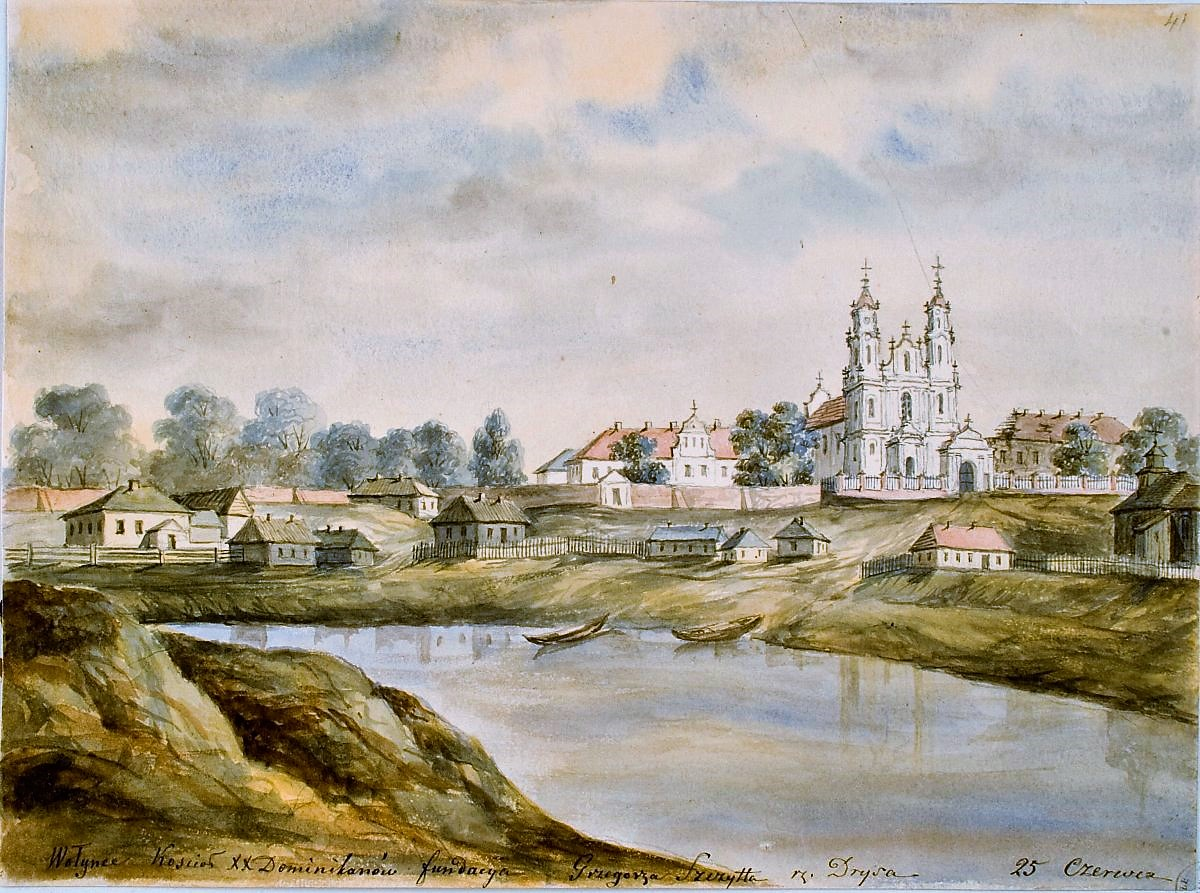
Волынцы, Н. Орда, XIX век

Первые письменные упоминания Волынцев относятся к XVII веку, когда селение было передано польским королём Стефаном Баторием Полоцкому иезуитскому коллегиуму с целью основания здесь семинарии. Имение в XVIII веке принадлежало Забельским-Щитам. Волынцы входили в состав Полоцкого воеводства.
С 1746 года в Волынцах регулярно проводились ярмарки. В 1749—1766 годах близ Волынцев (имение Забелы) были построены орденом доминиканцев каменный католический храм и монастырь с аптекой. При монастыре был основан Забельский доминиканский коллегиум, который прославился благодаря своему школьному театру, где в 1787 году была поставлена первая белорусскоязычная пьеса («Камедыя», Каятан Марашевский).
В 1772 году Волынцы вошли в состав Российской империи, находились в Дриссенском уезде Витебской губернии. В 1904 году Волынцы (Филипповская волость) включали местечко (84 двора), слободу (31 двор) и погост Забелы (3 двора). Регулярно проводились ярмарки. В 1908 и 1912 годах в Волынцах проводились сельскохозяйственные выставки.
В 1924 году Волынцы вошли в состав Белорусской ССР, где стали центром сельского совета. В 1924—1929 годах — центр Волынецкого района БССР. Во время Великой Отечественной войны на волынецкой земле активно действовало антифашистское партизанское движение.
В 1998 году — центр колхоза имени Калинина. 
В 2008 году деревня Волынцы преобразована в агрогородок. 

## Население
- 1838 — 376 жителей
- 1904 — 601 жителей[2]
- 2009 — 791 житель
- 2019 — 606 жителей

## Предприятия и организации
На территории агрогородка расположен ОАО «Прудинки». Хозяйство имеет мясо-молочную специализацию, также развивается семеноводство зерновых культур, расширяются посевы льна и рапса. В Волынцах находятся УП «Волынецкое ПМС», Дом культуры, амбулатория, больница, аптека, библиотека, средняя школа, детский сад, почта, столовая, три магазина».
Действует регулярное автобусное сообщение с Верхнедвинском и Полоцком, а также по местным направлениям.

## Культура
- Дом культуры
- Краеведческий музей имени И. Д. Черского — филиал Верхнедвинского историко-краеведческого музея

## События и мероприятия
В Волынцах ежегодно проводится районный фестиваль народной песни «Вясковы карагод».

## Достопримечательности

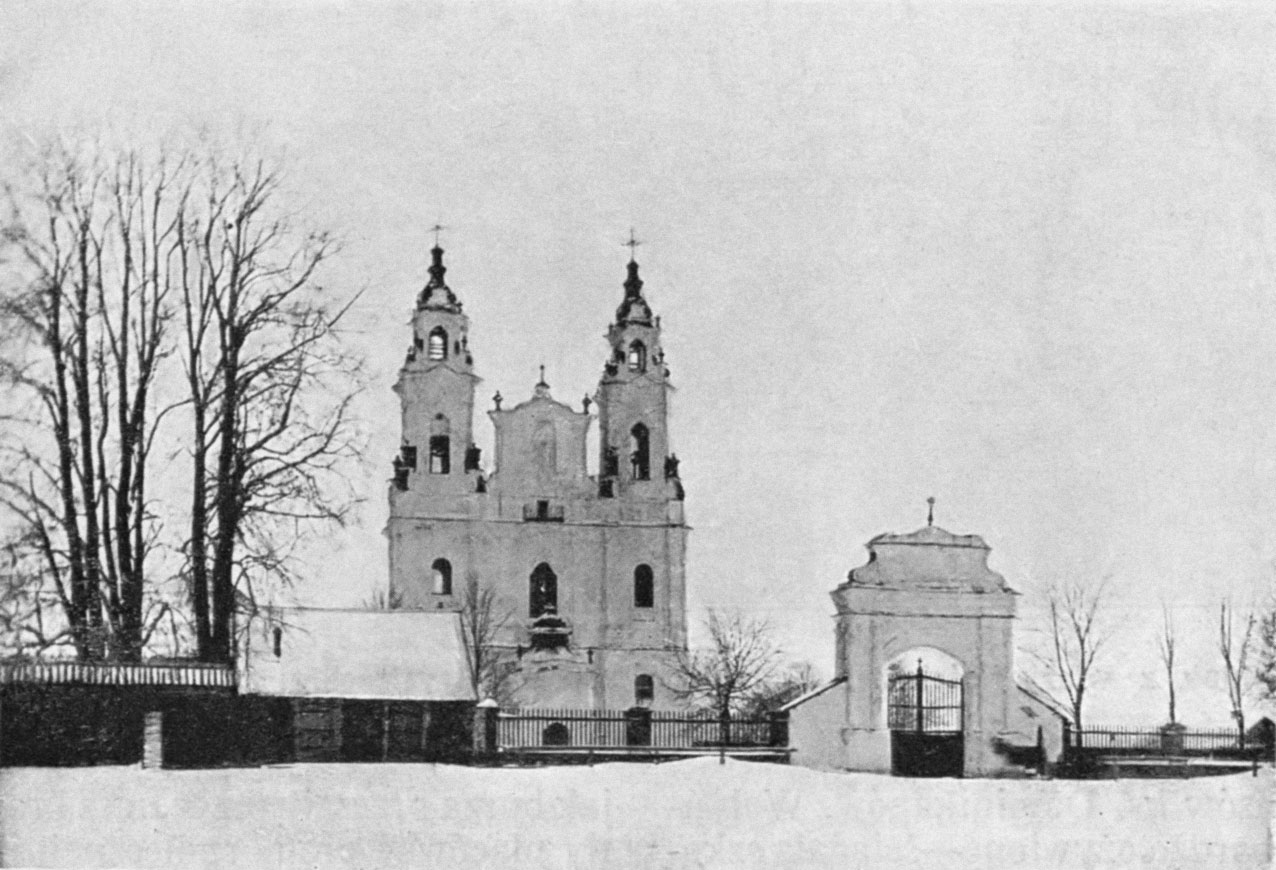
Католическая церковь Святого Георгия, фото начала XX в.

- Еврейская школа (конец XIX — начало XX вв.)
- Застройка (конец XIX — начало XX вв.)
- Братская могила —  Историко-культурная ценность Республики Беларусь, шифр 213Д000230

### Памятник, скульптура
- Обелиск на братской могиле 26 советских воинов (1967)
- Памятник землякам, погибшим во время Великой Отечественной войны (1970)

### Утраченное наследие
- Костёл Святого Юрия и монастырь доминиканцев (1749—1766, архитектор Ян Глаубиц)
- Забельский доминиканский коллегиум (1716—1838)
- Православная церковь Святых Бориса и Глеба (XIX в.)